# 在墓地的哈姆雷特和赫瑞修
《在墓地的哈姆雷特和赫瑞修》（英語：Hamlet and Horatio in the Graveyard；法語：Hamlet und Horatio auf dem Friedhof），是法國浪漫主義畫家歐仁·德拉克洛瓦於1839年所繪。此畫最早在1839年的巴黎沙龍上展出，而後被巴黎羅浮宮收藏至今，是德拉克洛瓦以文學為題材的著名畫作，題材內容為英國著名劇作家莎士比亞四大悲劇之一《哈姆雷特》（又名《王子復仇記》）當中的橋段。

## 畫作題材
德拉克洛瓦於1825年去倫敦旅行時發現莎士比亞的文學作品，莎士比亞劇作中不完美的英雄，不謙虛和不成熟，完全符合了德拉克洛瓦的性情，使其能自由發揮想像力，而其中最吸引德拉克洛瓦的是便是《哈姆雷特》。他在1860年1月30日指出：「有些藝術家只能從模糊的外國作品中選擇主題。我們自己的作家對我們來說太完美了……。啟發一幅作品的作品越完美，機會就越少。」所以他大量以文學為題材的創作，大量取自非法國作家。
此幅畫正是德拉克洛瓦選擇了莎翁《哈姆雷特》第五幕中著名故事橋段為作畫的內容。在第五幕中，哈姆雷特在被遣送去英格蘭的航程中遇到了劫持事件，他趁機脫身。回國後與好友赫瑞修相會，偶然間看到掘墓人正在挖開一座墳墓，掘墓人告訴哈姆雷特這是國王以前弄臣郁利克的墓，並取出了他的顱骨。哈姆雷特小時候對於郁利克很熟悉，見到他死後的樣貌而感嘆不已。德拉克洛瓦生動地描繪了主人翁哈姆雷特看到顱骨時傷感的神情與沉思，並思考著人生下一步該如何前進。

## 形式分析
畫作背景描繪透過傾瀉的烏雲遮蓋了天空的蔚藍，並藉由哈姆雷特的黑色哀喪服，互相呼應，營造出濃濃的憂鬱的氣氛。畫面中左下角的掘墓者，身體一半隱藏在他正在挖的洞中，似乎將頭骨拿向哈姆雷特，而他的手臂線條與他的視線和哈姆雷特消瘦的臉龐相連，形成強烈而戲劇性的對角線，使哈姆雷特的眼睛成為場景的焦點。哈姆雷特的眼睛似乎在燃燒，德拉克洛瓦透過主人翁的眼睛，設法捕捉到一種悲哀的感覺，一種特殊情調，不僅透過雙眼表達了沉思著死亡與短暫，更凸顯出哈姆雷特敏感而憂鬱，孤立和內省的人格特質。創造了這角色獨特的浪漫色彩。
此外德拉克洛瓦還透過描繪哈姆雷特的姿勢既不靜止也不動，手勢既不放鬆也不活躍，暗示主人公的猶豫、不確定，內心為做出決定而奮鬥。畫面設置模糊且不確定，色調暗淡，都與主人翁的內心相互對照外。畫作中的概念圖像和與視覺藝術風格更是相互結合，使畫面散發出緊張和不安全感。充分展現出主角內心的糾結，他正在為父親和未婚妻歐菲莉亞哀悼，歐菲莉亞溺水身亡，正在進行送喪儀式，但他也正在考慮向邪惡的叔叔報仇。德拉克洛瓦對這個劇情的處理顯示出他對於憂鬱的深刻描繪。

## 相似題材的作品

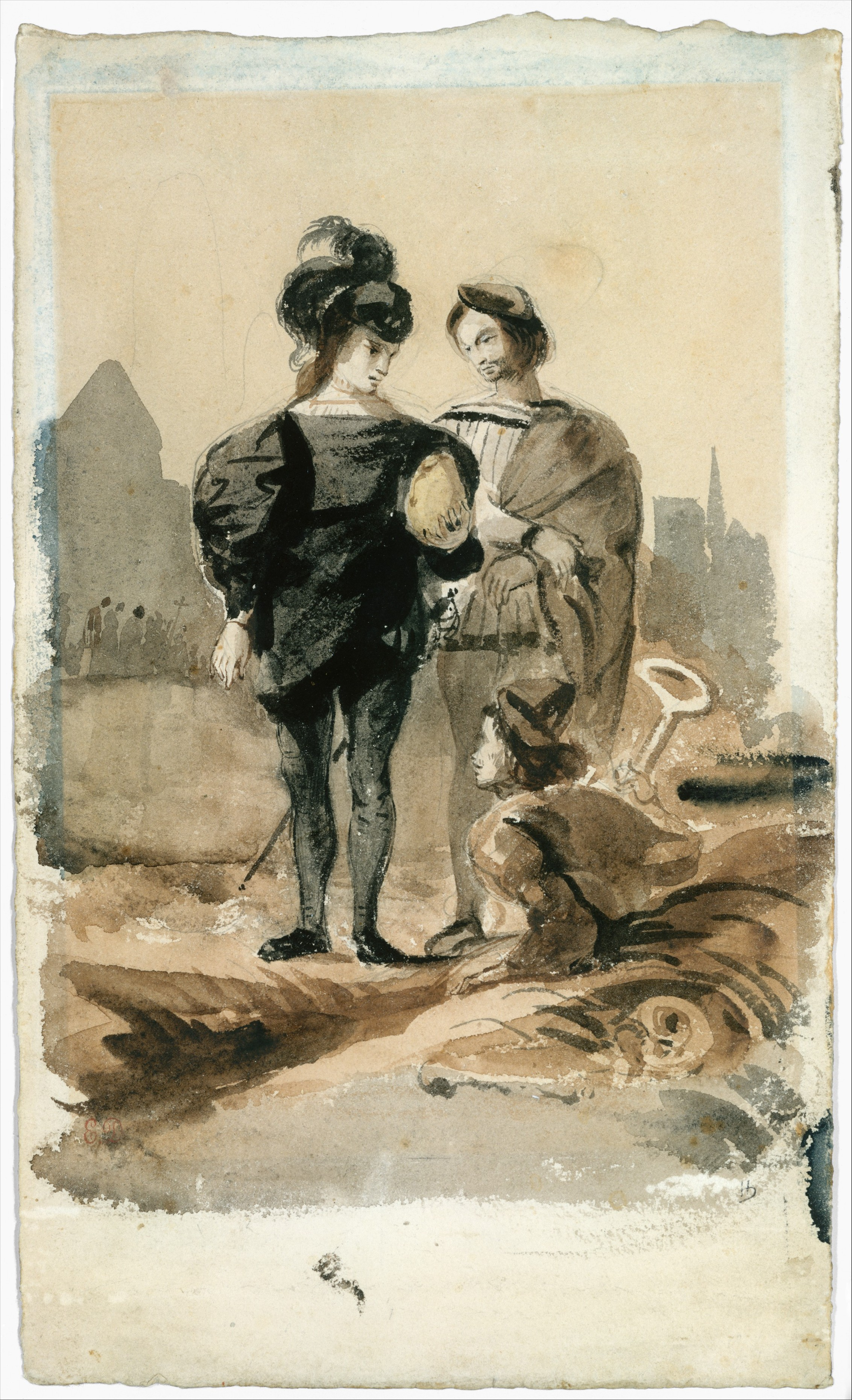
Hamlet and Horatio in the Graveyard(水彩）

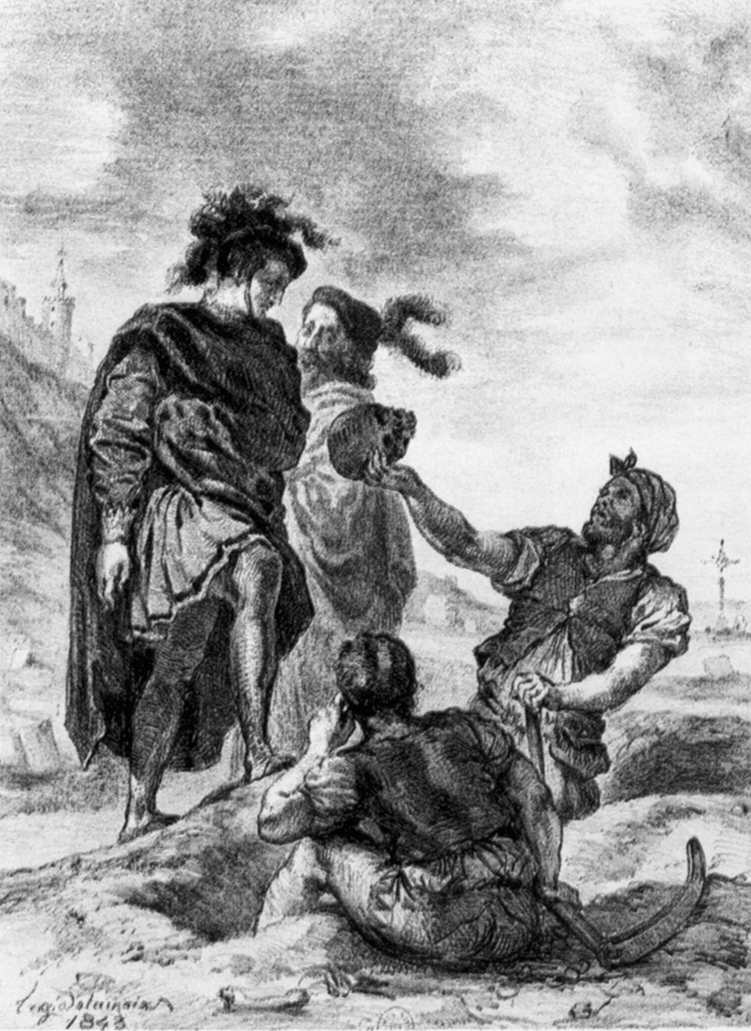
Hamlet and Horatio in the Graveyard（石版）

除了油畫之外，關於哈姆雷特與掘墓者者題材，啟發了德拉克洛瓦一系列的創作。在不同年代他還陸續以不同媒材，繪製了這類主題，如1827-1828年所繪製的《Hamlet and Horatio in the Graveyard》水彩作品，目前由Robert Lehman 所收藏；與1843年所繪製的石版畫等相關作品，都顯現了德拉克洛瓦對於這類文學題材的愛好。

### 腳註
1. ↑  Paul Joannides:Delacroix and Modern Literature,in The Cambridge Companion to Delacroix, ed. by Beth S. Wright, Cambridge: Cambridge University Press, 2001,pp.131

### 其他
- Paul Joannides:Delacroix and Modern Literature,in The Cambridge Companion to Delacroix, ed. by Beth S. Wright, Cambridge: Cambridge University Press, 2001,pp. 130-153 (notes: pp. 216-220).

- Greene, Robert W :Ever Faithful to Presence: Yves Bonnefoy on Delacroix's Hamlet and on Shakespeare, The French ReviewVol. 74, No. 3 (Feb., 2001), pp. 506-517

- 胡永芬總編輯：《浪漫舵手 : 德拉克洛瓦》（臺北市 : 閣林國際， 2001）

## 外部連結
- Hamlet and Horatio in the Graveyard畫作介紹網站
  - https://www.thehistoryofart.org/eugene-delacroix/hamlet-and-horatio-in-the-cemetery/ （页面存档备份，存于）
  - https://www.eugene-delacroix.com/hamlet-and-horatio-in-the-graveyard.jsp （页面存档备份，存于）

- 相似主題水彩畫介紹
  - https://www.metmuseum.org/art/collection/search/459975 （页面存档备份，存于）

- 相似主題石版畫介紹：
  - https://www.metmuseum.org/art/collection/search/459975 （页面存档备份，存于）